# Соколинцы
Соколинцы (укр. Соколинці) — село на Украине, находится в Тывровском районе Винницкой области.
Код КОАТУУ — 0524583505. Население по переписи 2001 года составляет 71 человек. Почтовый индекс — 23306. Телефонный код — 4355.
Занимает площадь 0,93 км².

## Адрес местного совета
23306, Винницкая область, Тывровский р-н, с. Колюхов, ул. Калинина, 4